# 国際企業戦略研究科
国際企業戦略研究科（こくさいきぎょうせんりゃくけんきゅうか、School of International Corporate Strategy、通称一橋ICS）は、かつて存在した一橋大学の大学院研究科。設置は、1998年4月。
2018年に、以下の組織改編が行われた。
- 国際企業戦略研究科と商学研究科が統合され、経営管理研究科（一橋ビジネススクール、通称HUB）内の国際企業戦略専攻、金融戦略・経営財務プログラム（通称FS）に改編[1]。
- 国際企業戦略研究科の経営法務専攻は、法学研究科内のビジネスロー専攻（通称BL）[2]に改編。